# AFC Futsal Championship 2008
Il decimo Asian Futsal Championship, che è stato disputato dall'11 maggio al 18 maggio 2008 a Bangkok in Thailandia, viene considerato il decimo campionato continentale asiatico per formazioni nazionali di calcio a 5.
La manifestazione ha visto già qualificate alla fase finale dodici formazioni tra cui la  Thailandia paese organizzatore l'Iran  campione uscente. Nella fase di prequalificazione svoltasi in Malaysia dal 26 marzo al 30 marzo sono state iscritte 10 formazioni, ed hanno passato il turno  Malaysia,  Taipei cinese,  Indonesia e  Kuwait.

## Prequalificazioni
I due gironi di prequalificazione si sono svolti al Matsushita Sports Complex di Shah Alam, Selangor, Malaysia. Le nove selezioni sono state divise in due gironi rispettivamente da 5 e da 4, con la qualificazione delle prime due per girone.

### Gruppo A
| Squadra       | G | V | N | P | GF | GS | Dif | Pti |
| ------------- | - | - | - | - | -- | -- | --- | --- |
| Malaysia      | 3 | 2 | 1 | 0 | 20 | 12 | 8   | 7   |
| Taipei cinese | 3 | 2 | 0 | 1 | 16 | 13 | 3   | 6   |
| Vietnam       | 3 | 1 | 1 | 1 | 12 | 14 | -2  | 4   |
| Maldive       | 3 | 0 | 0 | 3 | 8  | 17 | -9  | 0   |

### Gruppo B
| Squadra   | G | V | N | P | GF | GS | Dif | Pti |
| --------- | - | - | - | - | -- | -- | --- | --- |
| Indonesia | 4 | 3 | 0 | 1 | 19 | 6  | 13  | 9   |
| Kuwait    | 4 | 2 | 1 | 1 | 11 | 6  | 5   | 7   |
| Macao     | 4 | 2 | 1 | 1 | 10 | 8  | 2   | 7   |
| Qatar     | 4 | 2 | 0 | 2 | 7  | 10 | -3  | 6   |
| Brunei    | 4 | 0 | 0 | 4 | 2  | 19 | -17 | 0   |

## Fase finale
La Fase finale si è svolta a Bangkok, dove le 16 formazioni qualificate si sono alternate sui fondi dei due impianti cittadini: il Nimibutr Stadium ed il Hua Mark Indoor Stadium. Al termine dei gironi si sono grosso modo mantenuti i valori visti in campo l'anno prima in Giappone, se si escludono i passi in avanti compiuti dalla nazionale cinese tornata a qualificarsi per i quarti dopo quattro edizioni e, sconfiggendo gli uzbeki, tornano a qualificarsi per un campionato del mondo a distanza di 12 anni dal FIFA Futsal World Championship 1996 in Spagna.

### Girone A
| Squadra      | Pti | G | V | N | P | GF | GS |
| ------------ | --- | - | - | - | - | -- | -- |
| Thailandia   | 9   | 3 | 3 | 0 | 0 | 15 | 1  |
| Kirghizistan | 6   | 3 | 2 | 0 | 1 | 14 | 4  |
| Indonesia    | 3   | 3 | 1 | 0 | 2 | 6  | 20 |
| Iraq         | 0   | 3 | 0 | 0 | 3 | 4  | 14 |

| Kirghizistan | 5-1  | Indonesia    |
| Thailandia   | 1-0  | Iraq         |
| Indonesia    | 0-11 | Thailandia   |
| Iraq         | 0-8  | Kirghizistan |
| Kirghizistan | 1-3  | Thailandia   |
| Iraq         | 4-5  | Indonesia    |

### Girone B
| Squadra       | Pti | G | V | N | P | GF | GS |
| ------------- | --- | - | - | - | - | -- | -- |
| Giappone      | 9   | 3 | 3 | 0 | 0 | 16 | 5  |
| Australia     | 6   | 3 | 2 | 0 | 1 | 11 | 5  |
| Turkmenistan  | 3   | 3 | 1 | 0 | 2 | 8  | 9  |
| Taipei cinese | 0   | 3 | 0 | 0 | 3 | 4  | 20 |

| Giappone      | 8-2 | Taipei cinese |
| Australia     | 3-1 | Turkmenistan  |
| Turkmenistan  | 1-4 | Giappone      |
| Taipei cinese | 0-6 | Australia     |
| Giappone      | 4-2 | Australia     |
| Turkmenistan  | 6-2 | Taipei cinese |

### Girone C
| Squadra       | Pti | G | V | N | P | GF | GS |
| ------------- | --- | - | - | - | - | -- | -- |
| Uzbekistan    | 9   | 3 | 3 | 0 | 0 | 19 | 4  |
| Libano        | 4   | 3 | 1 | 1 | 1 | 12 | 14 |
| Malaysia      | 3   | 3 | 1 | 0 | 2 | 8  | 19 |
| Corea del Sud | 1   | 3 | 0 | 1 | 2 | 11 | 13 |

| Uzbekistan    | 10-0 | Malaysia   |
| Corea del Sud | 5-5  | Libano     |
| Malaysia      | 4-6  | Libano     |
| Corea del Sud | 3-4  | Uzbekistan |
| Uzbekistan    | 5-1  | Libano     |
| Corea del Sud | 3-4  | Malaysia   |

### Girone D
| Squadra    | Pti | G | V | N | P | GF | GS |
| ---------- | --- | - | - | - | - | -- | -- |
| Iran       | 9   | 3 | 3 | 0 | 0 | 34 | 1  |
| Cina       | 6   | 3 | 2 | 0 | 1 | 19 | 8  |
| Tagikistan | 3   | 3 | 1 | 0 | 2 | 6  | 27 |
| Kuwait     | 0   | 3 | 0 | 0 | 3 | 4  | 27 |

| Iran       | 12-0 | Kuwait     |
| Tagikistan | 0-9  | Cina       |
| Kuwait     | 4-6  | Tagikistan |
| Cina       | 1-8  | Iran       |
| Iran       | 14-0 | Tagikistan |
| Cina       | 9-0  | Kuwait     |

### Quarti di finale
| Bangkok 15 maggio 2008, ore 15:00 | Thailandia | 5 – 2 (p.t. 3-1) | Australia | Nimibutr Stadium |

| Bangkok 15 maggio 2008, ore 17:30 | Giappone | 4 – 0 (p.t. 2-0) | Kirghizistan | Nimibutr Stadium |

| Bangkok 15 maggio 2008, ore 15:00 | Uzbekistan | 1 – 4 (p.t. 0-1) | Cina | Hua Mark Indoor Stadium |

| Bangkok 15 maggio 2008, ore 17:30 | Iran | 9 – 1 (p.t. 4-0) | Libano | Hua Mark Indoor Stadium |

### Semifinali
| Bangkok 16 maggio 2008, ore 15:00 | Thailandia | 7 – 3 (p.t. 5-1) | Cina | Nimibutr Stadium |

| Bangkok 16 maggio 2008, ore 17:30 | Giappone | 0 – 1 (p.t. 0-1) | Iran | Nimibutr Stadium |

### Finale 3º-4º posto
| Bangkok 18 maggio 2008, ore 14:30 | Cina | 3 – 5 (p.t. 0-2) | Giappone | Nimibutr Stadium |

### Finale
| Bangkok 18 maggio 2008, ore 17:00 | Thailandia | 0 – 4 (p.t. 0-2) | Iran | Nimibutr Stadium |

 Iran1 Ghahremani, 3 Taheri, 4 Keshavarz, 5 Hashemzadeh, 6 Asghari Moghaddam, 8 Mohammadi, 9 Shamsaei, 10 Heidarian, 11 Latifi, 12 Nazari, 15 Raeisi, 18 Tayyebi, 19 Hassanzadeh, 20 Abrarinia, CT: Hossein Shams
| Qualificate al mondiale | Thailandia | Giappone | Cina | Iran |
| ----------------------- | ---------- | -------- | ---- | ---- |